# どうして君を傷つけたのだろう
『どうして君を傷つけたのだろう』（どうしてきみをきずつけたのだろう）は、1996年11月21日に日本コロムビアから発売された中西保志の12枚目のシングル。

## 収録曲
- 全編曲：富田素弘

1. どうして君を傷つけたのだろう
作詞：松井五郎　作曲：荒木真樹彦
  - 日本テレビ・読売テレビ系『ザ・ワイド』エンディング・テーマ[2]
2. Where Do We Go From Duet with Kenya Hathaway
作詞・作曲：モーリー・スターンズ
3. どうして君を傷つけたのだろう（オリジナル・カラオケ）